# Bršlenovica
Bršlenovica – wieś w Słowenii, w gminie Lukovica. W 2018 roku liczyła 31 mieszkańców.